# Motorsportjahr 1903
◄ | 1899 | 1900 | 1901 | 1902 | Motorsportjahr 1903 | 1904 | 1905

Weitere Sportereignisse

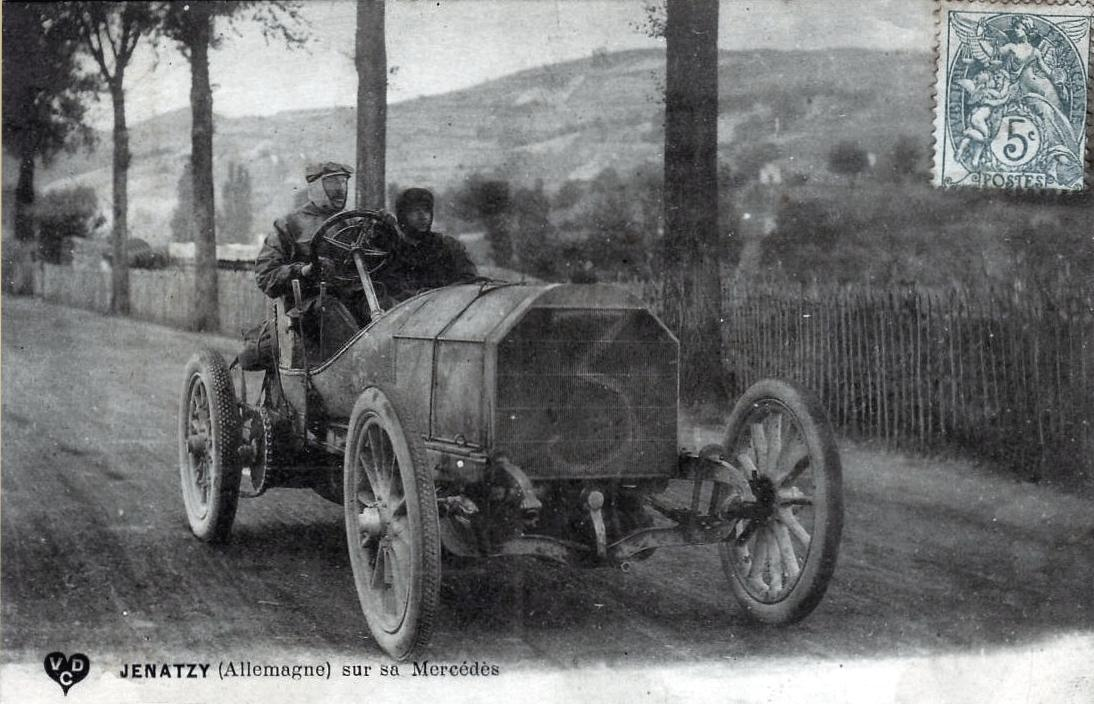
Camille Jenatzy mit Mercedes, Gordon Bennet-Cup 1903, Postkarte, von Veuve Durand and Compagnie (VDC)

Im Motorsportjahr 1903 gab es für den Automobilsport einen ersten großen Umbruch. Nach dem „Todesrennen“ Paris–Madrid mit mehreren Toten und Verletzten war das Format der Rennen von Stadt zu Stadt über öffentliche Landstraßen nicht mehr zu halten. Der erfolgreiche Verlauf des zum ersten Mal auf einer Rundstrecke ausgetragenen Gordon-Bennett-Cups im irischen Athy wies jedoch schließlich einen Ausweg aus der Krise.

## Rennergebnisse

### Paris–Madrid
| Platz | Fahrer           | Team    | Zeit         |
| ----- | ---------------- | ------- | ------------ |
| 1     | Fernand Gabriel  | Mors    | 5:14:31,2 h  |
| 2     | Louis Renault    | Renault | +15:08,0 min |
| 3     | Jacques Salleron | Mors    | +32:30,6 min |

Paris-Madrid in Südfrankreich

Das Rennen von Paris nach Madrid stellte einen vorläufigen Höhepunkt, mit seinem desaströsen Verlauf aber auch den Endpunkt der klassischen Rennen von Stadt zu Stadt dar. Ein Rekordfeld von 179 Automobilen und 59 Motorrädern machte sich am 24. Mai 1903 umringt von Zuschauermassen auf den Weg des über vier Tagesetappen auf insgesamt 1307 km Gesamtdistanz angelegten Rennens, und der erste Teilnehmer hatte schon mehr als 200 km zurückgelegt, als der Letzte startete. Trotz der seit dem Vorjahr geltenden Gewichtsformel hatten die Hersteller noch einmal einen deutlichen Leistungssprung erzielt und insbesondere die erstmals stromlinienförmig gestalteten Mors-Rennwagen waren mit 90 PS Motorleistung und Höchstgeschwindigkeiten um die 140 km/h eine Sensation. Doch bereits die erste, 552 km lange Etappe nach Bordeaux entwickelte sich zur Katastrophe. Aufgrund des von den Wagen aufgewirbelten Staubs war die Sicht auf wenige Meter eingeschränkt und zudem drängten ständig Zuschauer auf die Strecke, so dass Unfälle beinahe unvermeidlich waren. Mindestens sieben Personen kamen dabei ums Leben, zwei Zuschauer und fünf Teilnehmer (drei Mechaniker und zwei Fahrer, der bekannte Konstrukteur Marcel Renault und der Engländer Claude Loraine-Barrow) – die Zahl der Verletzten war noch höher. Schließlich ließen die französischen Behörden das Rennen in Bordeaux abbrechen. Sie verboten nicht nur die Rückkehr der Fahrzeuge nach Paris aus eigener Kraft, sondern sogar, sie auch nur anzulassen. Sie wurden daraufhin auf einen Zug verladen.
Zum Sieger dieses in Frankreich als la course hecatombe und in Großbritannien als the race to death in die Geschichte eingegangenen Rennens wurde daraufhin Fernand Gabriel auf Mors erklärt, der die Strecke nach Bordeaux mit einer Durchschnittsgeschwindigkeit von über 105 km/h zurückgelegt hatte. Im Anschluss erließ die französische Regierung ein endgültiges Verbot von reinen Geschwindigkeitsrennen auf nicht abgesperrten öffentlichen Straßen, was zwangsläufig das Ende dieser seit 1895 ausgetragenen Art von Rennen bedeutete. Damit schien die Zukunft des Automobilsports insgesamt in Frage gestellt.
Dem Rennen wurde in den 1920er Jahren vom Automobile Club de France rückwirkend der Titel VIII Grand Prix de l’ACF verliehen.

### Ardennen-Rennen – Bastogne
| Platz | Fahrer            | Team               | Zeit         |
| ----- | ----------------- | ------------------ | ------------ |
| 1     | Pierre de Crawhez | Panhard & Levassor | 5:52:07,6 h  |
| 2     | Léonce Girardot   | C.G.V.             | +20:04,2 min |
| 3     | René de Brou      | De Dietrich        | +32:21,6 min |

Am 22. Juni 1903 wurde erneut im belgischen Bastogne beim Ardennen-Rennen der 85 km lange Rundkurs durch die Ardennen sechs Mal befahren. Neben dem Sieg für Panhard & Levassor brachte es das beste Ergebnis für die von Fernand Charron und Léonce Girardot gegründete Automarke C.G.V.

### Gordon-Bennett-Cup – Athy
| Platz | Fahrer          | Team               | Zeit       |
| ----- | --------------- | ------------------ | ---------- |
| 1     | Camille Jenatzy | Mercedes           | 6:39:00 h  |
| 2     | René de Knyff   | Panhard & Levassor | +11:40 min |
| 3     | Henri Farman    | Panhard & Levassor | +12:44 min |

Nach dem Sieg von Selwyn Edge beim Gordon-Bennett-Cup des Vorjahres war es nun am Automobilclub von Großbritannien und Irland, das Rennen von 1903 auszurichten. Da das britische Parlament aber nicht bereit war, die generelle gesetzliche Geschwindigkeitsbeschränkung (12 mph, ≈18 km/h) im britischen Teil des Königreichs für das auf den 2. Juli 1903 angesetzte Rennen vorübergehend außer Kraft zu setzen, wurde stattdessen ein einfacher abzusperrenden Rundkurs bei der Stadt Athy im ländlichen Teil von Irland gewählt, wo von der Lokalregierung leichter eine Ausnahmegenehmigung zu bekommen war.
Eigentlich ein bis dahin kaum beachteter Wettbewerb, noch dazu ausgetragen in einem völlig abgelegenen Teil Europas, wurde das Rennen um den Coupe Internationale von 1903 jedoch nach dem katastrophalen Ende des Todesrennens von Paris nach Madrid, gefolgt vom Verbot aller Überlandrennen in Frankreich, praktisch über Nacht zum zentralen Ereignis der gesamten Motorsportwelt. Entsprechend groß war nun auch das Interesse an der Teilnahme und zum ersten Mal wurde der Gordon-Bennett-Cup seiner eigentlichen Intention auch tatsächlich gerecht. Mit vier vollzähligen Teams aus Großbritannien, Frankreich, Deutschland und den USA fand erstmals ein Rennen statt, das die Bezeichnung international auch tatsächlich verdiente. Dabei wurden die Wagen nun in vorgegebenen Nationalfarben lackiert. Mit Alexander Wintons Bullett war außerdem zum ersten Mal auch ein Achtzylinder-Rennwagen bei einem bedeutenden Rennen mit dabei, der allerdings ebenso wie die beiden anderen Vertreter des amerikanischen Teams mit dem Feld nicht mithalten konnte. Deutlich besser schlugen sich zunächst die Briten, mussten sich dann aber aufgrund von Unfällen und Defekten auch aus der Spitzengruppe verabschieden. Das Rennen entwickelte sich in Folge zu einem Zweikampf zwischen dem deutschen und dem französischen Team, in dem jedoch der für den Deutschen Automobilclub fahrende Belgier Camille Jenatzy auf Mercedes seinen Vorsprung kontinuierlich ausbaute, um am Ende nach über sechseinhalb Stunden Fahrzeit mit einem Schnitt von knapp 77 km/h und mit nur 11 Minuten Vorsprung vor Henri Farman auf Panhard & Levassor zu gewinnen. Es war dies der erste Sieg für die deutsche Marke bei einem großen Rennen. Dabei hatte das deutsche Team sogar statt der ursprünglich vorgesehenen 90-PS-Rennwagen nach einem Werksbrand im Juni 1903 im Cannstatter DMG-Werk mit von Privatbesitzern zurückgekauften oder ausgeliehenen 60-PS-Modellen aus dem Vorjahr antreten müssen. Der Siegerwagen von Jenatzy stammte vom US-amerikanischen Enthusiasten Clarence Gray Dinsmore.
Dieses Rennen bildet den Hintergrund zu James Joyce’ Kurzgeschichte After the Race, geschrieben zwischen 1905 und 1907, erschienen 1914.

## Weitere Rennen
- Geschwindigkeitsrekord am 5. November 1903 von Arthur Duray bei Le kilomètre et le mile à Dourdan.